# Litijum heksafluorofosfat
Litijum heksafluorofosfat je hemijsko jedinjenje, koje ima molekulsku masu od 151,905 , sa formulom LiPF6.
To je beli kristalni prah i koristi se u komercijalnim sekundarnim uglavnom litijum-jonskim baterijama. Jedinjenje ima visoku rastvorljivost u nevodenim, polarnim rastvaračima.
Konkretno, rastvor litijum-heksafluorofosfata u karbonatnim mešavinama etilen-karbonata, dimetil-karbonata, dietil-karbonata i / ili etil metil-karbonata, sa malom količinom jednog ili više aditiva poput vinilen-karbonata, služi kao elektrolit u polimerskim litijum-jonskim baterijama.
Ovo jedinjenje koristi i inertnost anjonskog heksafluorofosfata prema jakim redukcionim agensima, kao što je metal litijuma.

## Osobine
| Osobina                  | Vrednost |
| ------------------------ | -------- |
| Broj akceptora vodonika  | 0        |
| Broj donora vodonika     | 0        |
| Broj rotacionih veza     | 0        |
| Particioni koeficijent ( | 1,2      |
| Rastvorljivost (logS, log(mol/L))       | -4,0     |
| Polarna površina (PSA, Å2)  | 41,6     |

## Literatura
- Holleman A. F.; Wiberg E. (2001). Inorganic Chemistry (1st изд.). San Diego: Academic Press. ISBN 0-12-352651-5.
- Housecroft, C. E.; Sharpe, A. G. (2008). Inorganic Chemistry (3. изд.). Prentice Hall. ISBN 978-0-13-175553-6.